# 実相寺組
実相寺組（じっそうじぐみ）は、東京都文京区に拠点を構える、舞台のプロデュース、企画・脚本・演出・美術・映像の制作会社。

## 概要
実相寺昭雄の制作チームスタッフや弟子、薫陶を受けたスタッフを中心に組成された組織体。現在のところ、制作会社として機能するというよりも、作品事業に合わせたクリエイティブ・タレントの供給を行っている。

## 設立の経緯
2008年、円谷プロダクション出身であったプロデューサーの公野勉が発起人となり、実相寺組の美術デザイナーであり、株式会社コダイの社長であった池谷仙克に主宰を請い、実相寺の演出の弟子であった清水厚を中心として設立された。公野は実相寺が撮った日活製作映画『ユメ十夜』（※実相寺の演出は「第一夜」。清水は「第四夜」を演出した）の当時の日活の担当取締役であり、自身の作品においてコダイ系のスタッフを多く起用していたことから、スタッフの散逸を心配。当初はコダイが運営を継続していたことからこれに配慮し、「映像以外のコンテンツ」を中心として、池谷と共にその人的資源を維持しようとしたことにより、設立に至った。

## 現在
2010年、公野がプロダクションスーパーバイザーを務めた、映劇株式会社のアニメライブシリーズの第一弾である、『ミュージカル忍たま乱太郎』の舞台美術を池谷が担当し、演出家兼脚本家である大和田悟史も携わった。やがて、映劇アニメライブ作品が継続して製作されるようになると、円谷プロダクション出身の造型家・デザイナーである丸山浩も造型家として作品に参加（『舞台版コードギアス』）した。コダイ系のスタッフではないが、『豆富小僧』『ユメ十夜（※「第七夜」演出）』の監督である河原真明や、上記アニメライブのプロデューサー・脚本家である豊陽子も合流しており、クリエイティブ・タレントの派遣を中心に現在も活動中である。

## 中心スタッフ
- 池谷仙克（美術デザイナー）
- 清水厚（映画監督）
- 丸山浩（デザイナー・造型）
- 大和田悟史（脚本・舞台演出・映画監督）
- 河原真明（映画監督・CGディレクター）
- 土橋郁哉（プランナー）
- 豊陽子（脚本・企画プロデューサー）
- 公野勉（脚本・プロデューサー）

## 作品
- 映画
  - 『Blue Symphony ジャック・マイヨールの愛した海』2009年8月22日公開（第21回東京国際映画祭natural TIFF部門上映作品）
  - 『DEVA ZAN』制作：株式会社スタジオ・デバロッカ／脚本・プロダクションスーパーバイザー
- 舞台
  - 『ミュージカル忍たま乱太郎』東京ドームシティシアターGロッソ 2010年1月上演
  - 『舞台版イナズマイレブン』東京ドームシティシアターGロッソ 2010年9月上演
  - スーパーミュージカル『聖闘士星矢』全労済ホールスペース・ゼロ 2011年7月上演
  - ニコニコミュージカル『カンタレラ』全労済ホールスペース・ゼロ 2011年8月上演
  - 『舞台版コードギアス 反逆のルルーシュ 騒乱の前夜祭（イブ）』 かつしかシンフォニーヒルズ モーツァルトホール 2012年4月上演